# 周樹標
周树标（?—?）字建龙，山东安丘人。中华民国政治人物。

## 生平
周树标毕业于日本法政大学。中华民国成立后，他历任北京临时参议院议员、众议院议员、绥远检察厅厅长。